# Edsholms borg
Edsholms borg är en medeltidsborg vid Slottsbrosundet i Grums i Värmland som uppfördes förmodligen på 1370-talet av marsken Erik Kettilsson Puke. Läget var en strategiskt viktig punkt, varifrån man behärskade sjöleden upp mot Värmeln och det inre av landskapet där även den viktiga färdleden från västkusten över Dalsland till Värmland och Bergslagen passerar. Edsholm är en av Värmlands tre medeltidsborgar. De två andra är Saxholmens borg och Amneholm vid Gullspång.
Borgen var säte för kungens fogde i Värmland. Den siste hövitsmannen där var riddaren Herman Gisler, under vars tid slottet 1434 intogs och förstördes av Värmlandsbönderna under Peder Ulfsson (Roos) i samband med Engelbrektsupproret. Det återuppbyggdes aldrig.
1991–92 genomfördes arkeologiska undersökningar som resulterade i flera rapporter.